# المعادنة
لمعادنة هي قرية مغربية غرب المملكة. تنتمي لمعادنة لإقليم خريبكة. تضم هذه الجماعة القروية 6.283 نسمة (إحصاء 2004).